# Смитерс (Западна Вирџинија)
Смитерс (енгл. Smithers) град је у америчкој савезној држави Западна Вирџинија.

## Демографија
По попису из 2010. године број становника је 813, што је 91 (-10,1%) становника мање него 2000. године.
| Група             | 2000.       | 2010.       |
| Белци             | 814 (90,0%) | 725 (89,2%) |
| Афроамериканци    | 76 (8,4%)   | 65 (8,0%)   |
| Азијати           | 1 (0,1%)    | 0 (0,0%)    |
| Хиспаноамериканци | 2 (0,2%)    | 6 (0,7%)    |
| Укупно            | 904         | 813         |